# Mortal Kombat: Annihilation
Mortal Kombat: Annihilation (ook wel Mortal Kombat II genoemd) is een Amerikaanse martialarts/actiefilm uit 1997 geregisseerd door John R. Leonetti. Het is gebaseerd op de Mortal Kombat videospellen, en is het vervolg op Mortal Kombat uit 1995.

## Verhaal
De film gaat verder waar zijn voorganger eindigt. Een groep strijders heeft zes dagen de tijd om de wereld te redden van de duivelse keizer Shao Kahn. Als ze hem niet op tijd verslaan, zal de Aarde samengevoegd worden met Outworld, en zal Shao Kahn de ultieme machthebber worden.

## Rolverdeling
| Acteur         | Personage   |
| -------------- | ----------- |
| Robin Shou     | Liu Kang    |
| Talisa Soto    | Kitana      |
| James Remar    | Raiden      |
| Sandra Hess    | Sonya Blade |
| Lynn Williams  | Jax         |
| Brian Thompson | Shao Kahn   |
| Reiner Schöne  | Shinnok     |
| Musetta Vander | Sindel      |
| Irina Pantaeva | Jade        |
| Marjean Holden | Sheeva      |
| Litefoot       | Nightwolf   |
| Deron McBee    | Motaro      |